# Giana Sisters DS
Giana Sisters DS es un juego de plataformas desarrollado por Spellbound Interactive en colaboración con Bitfield GmbH para Nintendo DS, iPad, iPhone y Android. Fue lanzado el 3 de abril de 2009 en Europa y posteriormente en América del Norte el 22 de febrero de 2011. Fue publicado por DTP Entertainment en Europa y Destineer en América del Norte. Es una secuela espiritual del lanzamiento de Commodore 64 The Great Giana Sisters de 1987. También se ha lanzado una versión para Microsoft Windows, titulada Giana Sisters 2D. 

## Jugabilidad
Giana Sisters DS contiene más de 80 niveles por explorar, para golpear bloques, recoger cristales, encontrar secretos y, finalmente, completar el escenario. A pesar de tener el la misma jugabilidad retro jump'n'run, distanciándose del juego de 1987 y su plagio de Super Mario Bros., tiene todas las nuevas funciones de pantalla táctil y micrófono que permiten a las hermanas Giana hacer uso de varios poderes para ayudar. Un mapa permite que las etapas se vuelvan a jugar después de la finalización. También contiene una nueva versión de todos los niveles de The Great Giana Sisters como desbloqueable. 
El mayor inconveniente para Giana Sisters DS es la falta de soporte multijugador, y la hermana original "María" no aparece en el juego. El nombre "Giana Sisters" puede referirse a las formas reales del personaje de Giana (cute o punk). 

### Niveles
El juego se divide en 8 mundos, y todos ellos tienen 9 etapas normales y 1 etapa de bonificación. Estos mundos no tienen un estilo distintivo, excepto el mundo 8, que contiene etapas volcánicas (infernales) combinadas con castillos parecidos a laberintos. El mundo 3, 6 y 7 son más invernales en su estilo, mientras que el mundo 4 tiene lugar en islas pequeñas. Las etapas de bonificación son niveles desbloqueables con un estilo celestial, a excepción de la bonificación del mundo 8, que es una nueva versión del juego original Commodore 64. Las versiones actualizadas de estos niveles originales también se encuentran dispersas a través del mundo 1 al mundo 5. Las nuevas etapas son más complejas en su diseño de nivel, ya que todas tienen exploración y, ocasionalmente, también una progresión de derecha a izquierda y vertical. El mundo 6 es generalmente considerado como el punto donde comienza la aventura más seria. Al final de las etapas, espera una bandera que es azul o roja, dependiendo de los cristales rojos recolectados. Las etapas tienen varias configuraciones: el mundo, el mundo lluvioso, la montaña/invierno, la cueva, el castillo (la mayoría de las etapas principales son castillos), volcánico/infernal (se encuentra en el mundo 8) y el cielo (etapas de bonificación). Los niveles también incluyen tiempo límite y varios puntos de control en ellos. El punto de control es una flor en maceta, mientras que el temporizador siempre se establece en 300, a excepción de los niveles infernales, que se establecen en 666. Hay niveles secretos también en el juego. Algunos de ellos pueden alcanzarse golpeando bloques ocultos, como en el juego original de Commodore 64, mientras que otros pueden alcanzarse sólo después de completar el juego normal. 

## Trama
Giana es una joven que se quedó dormida una noche mientras admiraba su precioso cofre del tesoro. Mientras se dormía profundamente, los poderes mágicos emergieron del cofre del tesoro, bañando la habitación de Giana en una luz brillante brillante. Vibrando con energía mística, el cofre del tesoro se cayó de la cama con un golpe. La tapa se abrió. Los brillantes diamantes azules de Giana se derramaron del cofre del tesoro y desaparecieron en un profundo agujero negro. 
Giana, despertada por la luz (y el ruido), saltó de la cama y siguió a sus preciados diamantes hacia la oscuridad. De repente se encontró en un mundo mágico. Los diamantes de Giana estaban dispersos por todas partes. Comenzó a recoger sus diamantes y luego decidió averiguar más sobre el secreto de su cofre del tesoro mágico. 

## Desarrollo
El juego marcó el regreso de Armin Gessert al famoso título que creó en 1987. Fue desarrollado por el desarrollador alemán Spellbound Interactive. Los gráficos e ilustraciones fueron proporcionados por el artista de ilustración alemán Alex "Pikomi" Pierschel. La música se basa en las composiciones clásicas de Chris Hülsbeck del juego de 1987, organizadas por Fabian DelPriore. El productor ejecutivo del juego fue Armin Gessert, el hombre detrás de la programación de The Great Giana Sisters. Manfred Trenz y Chris Hülsbeck también recibieron un agradecimiento adicional en los créditos del juego. 

## Lanzamiento
El juego fue lanzado en Europa por DTP Entertainment en abril de 2009. Más tarde ese año, vio un lanzamiento en Australia también. En febrero de 2011, el juego fue puesto a disposición en América del Norte por la editorial Destineer a través de puntos de venta en línea como Newegg y Walmart . 
También fue portado a iOS en julio de 2010. La versión para iOS cuenta con nuevos controles táctiles y gráficos de resolución HD. El port fue publicado por Bad Monkee. El 20 de marzo de 2013, se anunció que la versión HD sería parte de la línea de lanzamiento de OUYA.
Armin Gessert murió sólo unos pocos meses después del lanzamiento del juego. 

## Recepción
Giana Sisters DS recibió una respuesta positiva, citando buenos controles y música pegadiza. Los mayores créditos, sin embargo, fueron otorgados a la destacada animación y obra de arte de Pikomi. Sin embargo, el juego fue criticado por ser demasiado fácil para los jugadores experimentados, y un tanto poco original también. La falta de multijugador y la eliminación de algunos powerups de la vieja escuela también fueron criticados, sin embargo, el chicle y los powerups de soda tuvieron una respuesta positiva.[cita requerida]   
El port de iOS se clasificó como la aplicación de juegos más descargada durante su mes de lanzamiento en Alemania, Austria, Países Bajos y Noruega.[cita requerida]  

## Legado
En julio de 2012, Black Forest Games comenzaron una campaña de Kickstarter para una nueva entrega de The Great Giana Sisters, titulada provisionalmente como Project Giana, que declara que "Project Giana es la nieta de The Great Giana Sisters". El juego presenta música del compositor original Chris Hülsbeck de The Great Giana Sister y de la banda sueca de "SID metal" Machinae Supremacy. Fue lanzado el 23 de octubre de 2012 como Giana Sisters: Twisted Dreams para PC con versiones posteriores en Xbox Live Arcade, PlayStation Network, Nintendo eShop.